# Tratado de La Banderita
El Tratado de La Banderita se firmó el 30 de mayo de 1862 en cercanías de Tama (provincia de La Rioja, Argentina). Fue acordado y firmado entre el rector de la Universidad de Córdoba (en representación de Wenceslao Paunero, jefe de la fuerza expedicionaria al interior) y el caudillo riojano Ángel Vicente Peñaloza. El objeto de esta convención era la firma de la paz (hecho que ambos lados buscaban) y luego un intento de cambio de prisioneros que no fue posible debido a que los dirigentes porteños habían fusilado a todo prisionero del bando del caudillo.
En diciembre de 1997, los restos del edificio donde se firmara este tratado fueron declarados Lugar Histórico Nacional.

## Historia
Al ganar Bartolomé Mitre la batalla de Pavón, Justo José de Urquiza le cede la victoria bajo la promesa de respetarle su feudo entrerriano para así imponer su hegemonía sobre todo el país y acabar con los federales. Toma entonces la bandera de la defensa Ángel Vicente Peñaloza, conocido como el Chacho, general de la Nación y jefe del III Ejército de Cuyo y en carta del 8 de febrero a Taboada, partidario Mitrista, le dice:

¿Porque hacer una guerra a muerte entre hermanos con hermanos? Contraria a la hidalguía de la raza; no hay objeto, pues la victoria ha sido amplia para los liberales y ¿a qué exterminar a los federales? Teme que las generaciones futuras imitaran tan pernicioso ejemplo”

La carta fue tomada en tono de provocación por parte del general Peñaloza, y por eso el General Taboada ataca en Catamarca, Sandes en La Rioja y Arredondo en San Luis. Con el Chacho se aliarían cientos y miles de hombres de campo, que pelearían para defenderse del ataque de los porteños. Al no poder ganarles mandan al sacerdote Eusebio Bedoya como negociador nacional. Va en nombre de Mitre, donde le ofrece un intercambio de prisioneros para ofrecer la paz. El Chacho acude con la montonera en correcta formación. También acude el ejército nacional con los jefes mitristas: Rivas, Sandes y Arredondo.
José Hernández narra la entrega de prisioneros nacionales tomados por el Chacho de la siguiente manera:

Ustedes dirán si los han tratado bien – pregunta el Chacho.
¡Viva el General Peñaloza! – fue la respuesta unánime.
Después el Chacho se dirige a los jefes nacionales: Y bien...¡donde están los míos?...¿por qué no me responden? ¡Que!...¡será cierto lo que se ha dicho? ¿será verdad que todos han sido fusilados?
Los jefes de Mitre se mantenían en silencio, humillados, los prisioneros habían sido fusilados sin piedad, como se persigue y mata a las fieras de los bosques: las mujeres habían sido arrebatadas por los invasores.